# Varnæs Kirke

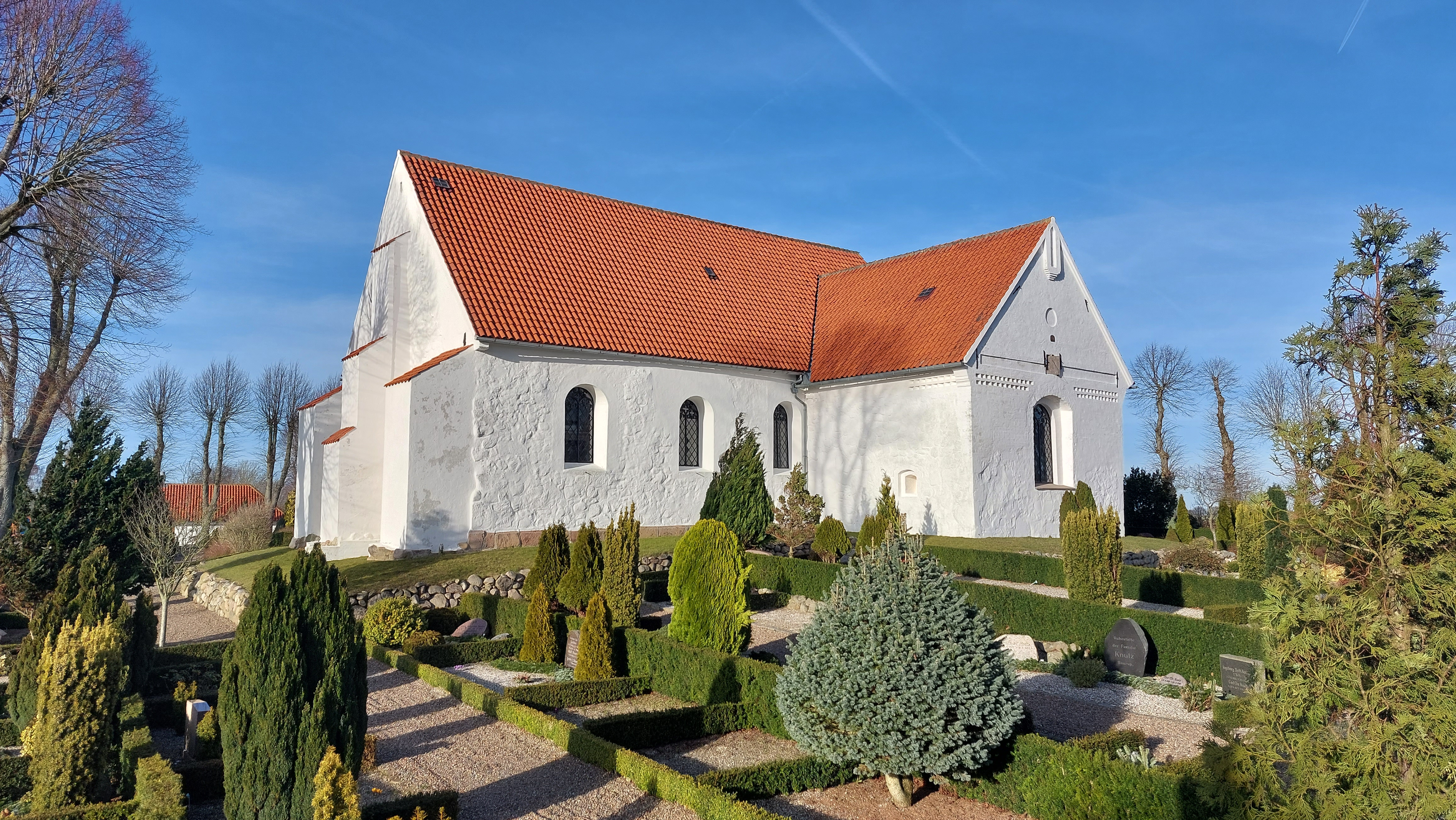
Varnæs Kirke (2023)

Das Kirchspiel Varnaes (rot) am Aabenraa Fjord

Varnæs Kirke ist die evangelisch-lutherische Kirche der dänischen Ortschaft Varnæs (deutsch: Warnitz) im Norden der Halbinsel Sundewitt in Nordschleswig, Dänemark. Zu ihrem Kirchspiel Varnæs Sogn gehören u. a. Siedlungen in Bovrup (deutsch: Baurup) sowie Neder und Over Blåkrog (deutsch: Blaukrug). Das bald nach 1150 erbaute romanische Kirchengebäude der Dänischen Volkskirche gehört heute zum Bistum Haderslev. Es wird angenommen, dass die Kirche dem heiligen Petrus gewidmet war, da dieser auf dem Kirchensiegel abgebildet ist.

## Baugeschichte

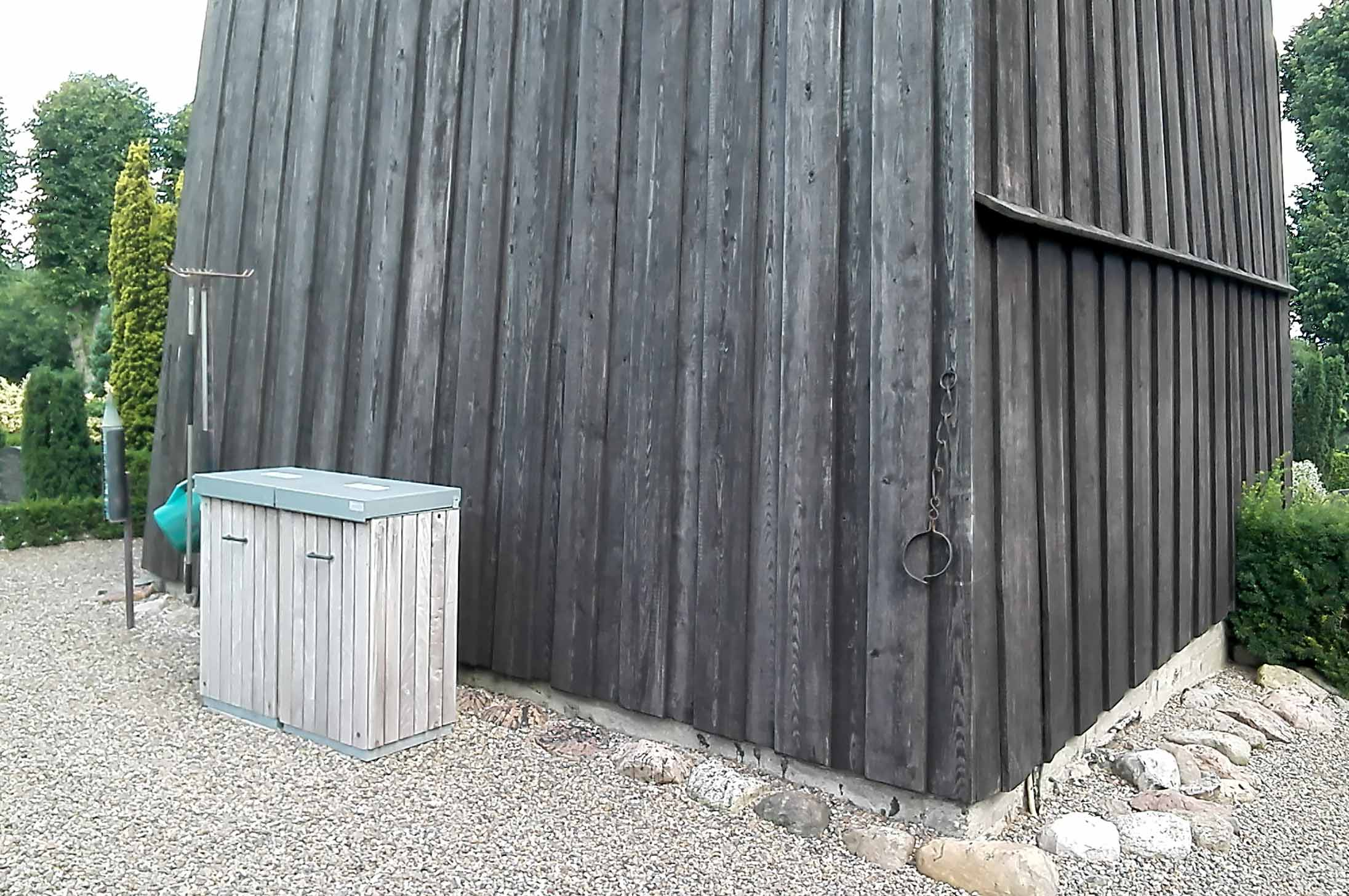
Das Halseisen am Glockenstapel (rechte Bildhälfte)

Die Kirche wurde in romanischer Zeit in drei Bauabschnitten errichtet. Zuerst wurden bald nach 1150 der Chor und der Ostgiebel des Kirchenschiffs erbaut. In einem zweiten Bauabschnitt folgte wenig später der Hauptteil des Kirchenschiffs, schließlich wurde in einer dritten Bauphase das Kirchenschiff um ca. 4,5 m nach Westen verlängert. In allen drei Bauabschnitten verwendete man Feldsteine sowie für die Ecken und Öffnungen Granitquader.
Die Eingänge befanden sich ursprünglich an der Nord- und Südseite, damit Männer und Frauen die Kirche getrennt betreten konnten. In gotischer Zeit (14. Jahrhundert) kam an der Südseite eine dem heiligen Jørgen gewidmete Kapelle hinzu, der Chorbogen wurde spitzbogig umgestaltet und die Fenster vergrößert. Die Südtür wurde zugemauert und vor die Nordtür wurde im 15. Jahrhundert ein Waffenhaus gesetzt. Südkapelle und Waffenhaus sind aus Backsteinen aufgemauert. 1815/1816 fand eine „totale Reparation“ statt, bei der das bleigedeckte Dach durch Ziegel ersetzt wurde. 1868 wurde die Kirche nach Plänen von Laurits Albert Winstrup umfassend restauriert.
Östlich der Kirche befindet sich ein freistehender, spätmittelalterlicher Glockenstapel aus dem 15. Jahrhundert. An einer Ecke ist noch ein Halseisen angebracht, mit dem Übeltäter sonntags angekettet wurden, um sie den Kirchgängern zur Schau zu stellen.

## Ausstattung

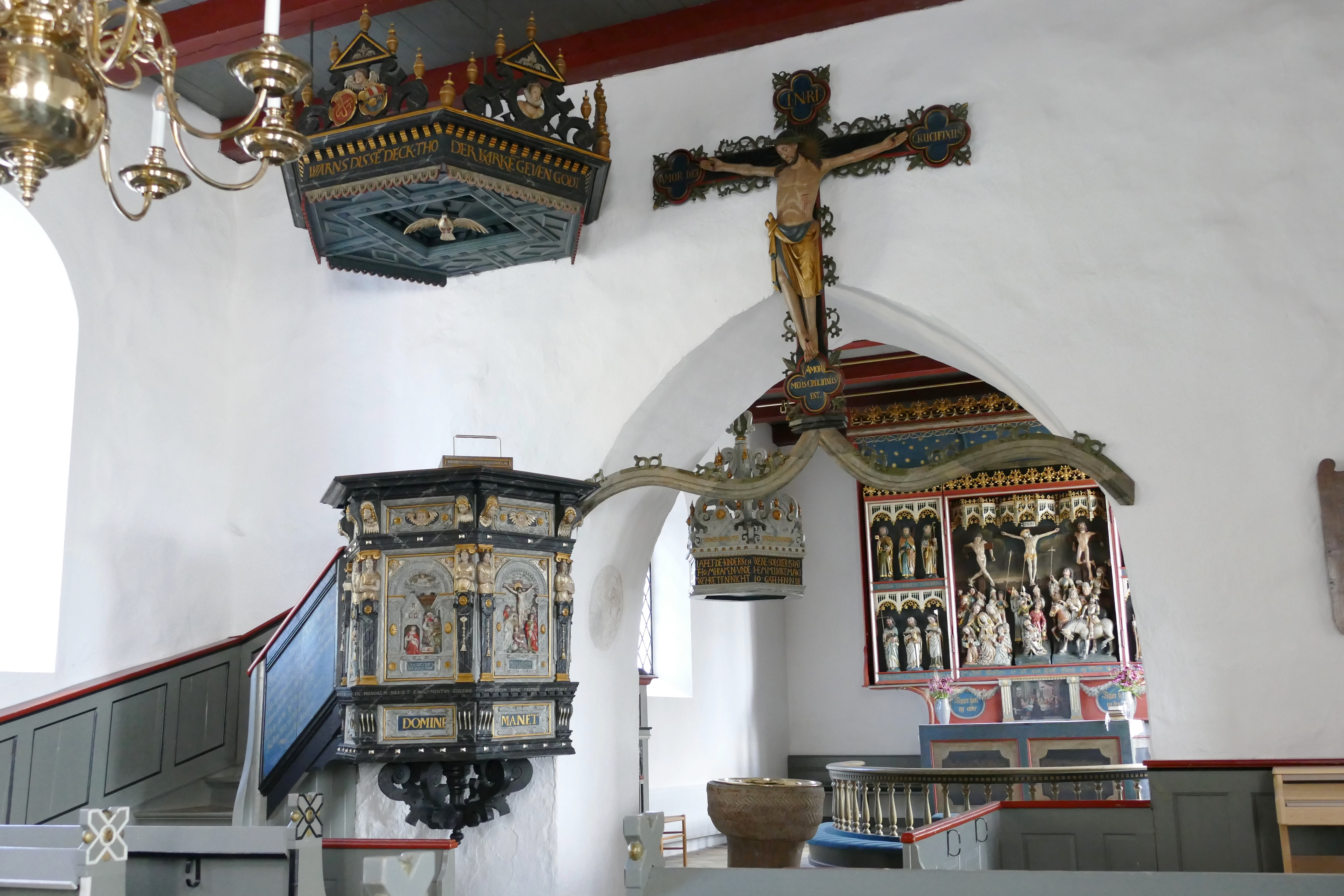
Kanzel, Taufe, Chorbogenkruzifix und Altar

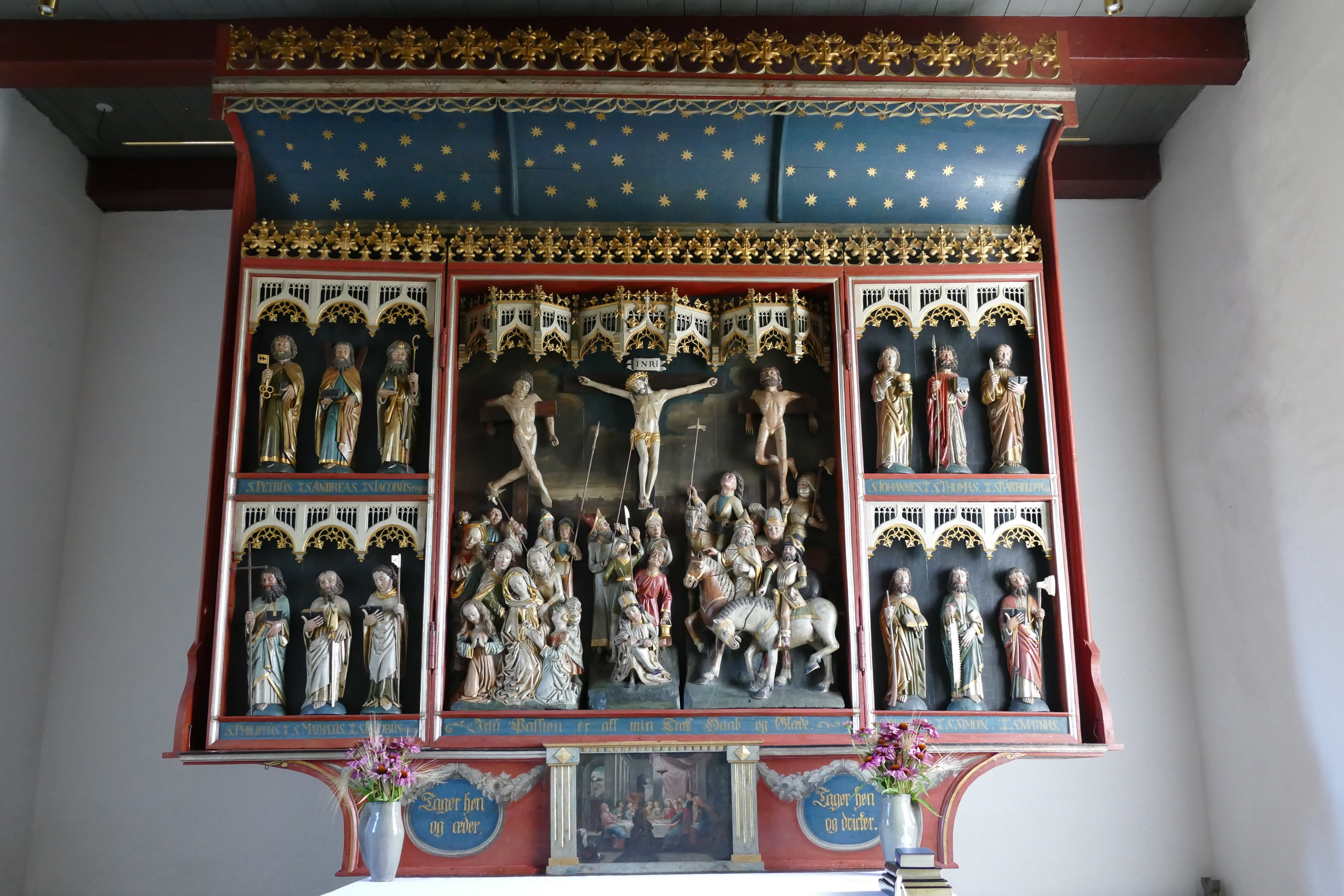
Der spätgotische Altar

Ältester Einrichtungsgegenstand ist die Kumme des Taufbeckens; diese ist romanisch und etwa so alt wie die Kirche (ca. 1150). Sie ist mit zwei Reihen in Fischgrätmuster verziert. Der Fuß des Taufbeckens ist neueren Datums. Der sechsseitige hölzerne Himmel über der Taufe datiert von 1632 und zitiert Bibelverse in niederdeutscher Sprache (Matthäus 28,19 , Markus 10,14 , Markus 16,16 ). Ebenfalls etwa so alt wie die Kirche ist der gemauerte Altartisch. Er ist mit Holzpaneelen von ca. 1790 verkleidet, auf deren Vorderseite zwei erbauliche Vierzeiler aufgemalt sind.
Auch das Chorborgenkruzifix ist mittelalterlich. Das 128 cm hohe Korpus ist frühgotisch (ca. 1250–1275); es ähnelt dem in der Kirche von Rieseby und wird ebenfalls der Werkstatt der Hüruper Passion zugeschrieben. Das hölzerne Kreuz, das auf einem sogenannten Kiel- oder Eselsrückenbogen ruht, ist spätgotisch. Im unteren Vierpassfeld des Kreuzes steht auf Lateinisch: „Meine Liebe ist der Gekreuzigte“ (Amor meus crucifixus est).
Der spätgotische Flügelaltar vom Ende des 15. Jahrhunderts zeigt in seinem Mittelteil eine figurenreiche Golgatha-Szene. Links unter dem Kreuz gruppieren sich Frauen um Maria; rechts sieht man römische Soldaten zu Pferde. In den beiden Seitenflügeln stehen die Figuren der zwölf Apostel mit ihren Attributen. Die Werkstatt ist unbekannt, Schrøder vermutet eine deutsche Ostseestadt. Auf der Predella gestaltete der Apenrader Maler Jes Jessen 1790 (ähnlich wie 1783 in der Kirche von Sottrup) eine Abendmahlsszene, flankiert von den gekürzten Einsetzungsworten „Nehmet hin und esset“ sowie „Nehmet hin und trinket“ auf Dänisch. Weiter malte Jessen auf den Holzrahmungen unterhalb der zwölf Apostel deren Namen auf und schrieb unterhalb des Mittelteils auf Dänisch: „Jesu Passion ist all meine Tröstung, Hoffnung und Freude“, wobei alle Beschriftungen in Goldfarbe ausgeführt wurden. Auf der Rückseite der Predella finden sich unautorisierte frühneuzeitliche Einritzungen, vor allem von Initialen und Jahreszahlen (z. B. HR 1728), aber auch ein etwas verunglückter Beginn des lateinischen Vaterunsers. Es gibt auch eingeritzte Symbole, die als Hausmarken oder magische Zeichen und damit als Ausdruck des Volksaberglaubens gedeutet werden.
Die reich geschnitzte Kanzel von 1606 zeigt in vier Feldern die Verkündigung des Herrn, die Anbetung der Hirten, die Kreuzigung und die Auferstehung, jeweils mit niederdeutschen Bildunterschriften. In den vier Postamentfeldern steht der lateinische Bibelvers Verbum domini manet in aeternum („Das Wort des Herrn bleibt in Ewigkeit“, 1 Petr 1,25 ). Eine weitere lateinische Inschrift berichtet, dass Pastor Petrus Fabricius die Kanzel 1691 auf eigene Kosten renovieren und farbig fassen ließ. Der Schalldeckel über der Kanzel stammt ebenfalls von 1606 trägt die niederdeutsche Stifterinschrift: Ao Christi 1606 i. n. d. h. heft Matz Asmuss tho Warns disse(n) deck tho der karke(n) geven godt ton ere(n) der karken tom beste („Im Jahre 1606 hat im Namen des Herrn Matz Asmuss(en) zu Warnitz diesen Deckel der Kirche gegeben Gott zu Ehren und der Kirche zum Besten“).
Im Chor befindet sich an der Südwestecke die Grabplatte von Pastor Peter Meyland sowie an der Nordwestecke die gemeinsame Grabplatte der Pastoren Peter Fabricius d. J. und Barthold Christian Ægidius (Näheres siehe unten unter Pastorengeschichte). Auf dieser Grabplatte steht ein sogenannter Pastorenstuhl (tatsächlich mehr ein hölzernes „Häuschen“ mit Türbogen und Sitzbank), in dem der Pfarrer früher vor und teilweise auch während des Gottesdienstes saß. Die Inschrift lautet auf der wandzugekehrten Seite: Anno domini 1621, auf der raumzugewandten Seite: Nis Thomsen tho Warns dissen stoel der kercken vorehrt. Die Westempore wurde um 1790 eingebaut und von Jes Jessen mit Bildern von Blumensträußen auf dunklem Grund verziert.
Das Votivschiff der Kirche ist eine dreimastige Fregatte mit zwei Kanonenreihen; es trägt keinen Namen, ist aber dem Kriegsschiff Norske Løve von 1765 nachempfunden. Es wurde der Kirche von dem Apenrader Schiffer und Reeder Asmus Jørgensen Smith, der aus Varnæs stammte, 1784 geschenkt. Der Kronleuchter stammt von ca. 1650 und wurde der Kirche von einem Gutsbesitzer aus der Nachbargemeinde Felsted geschenkt.

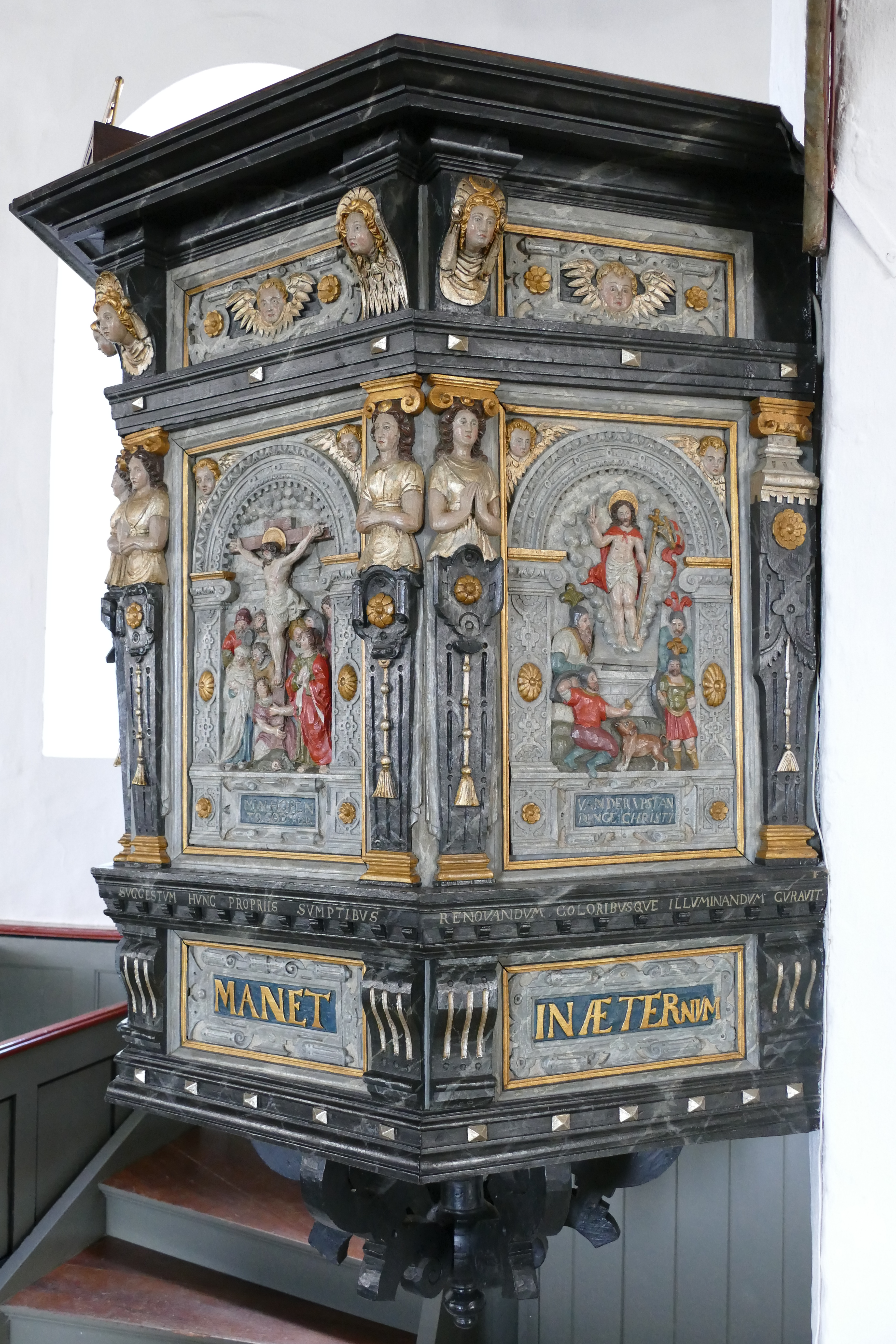
Kanzel mit Kreuzigungs- und Auferstehungsfeld
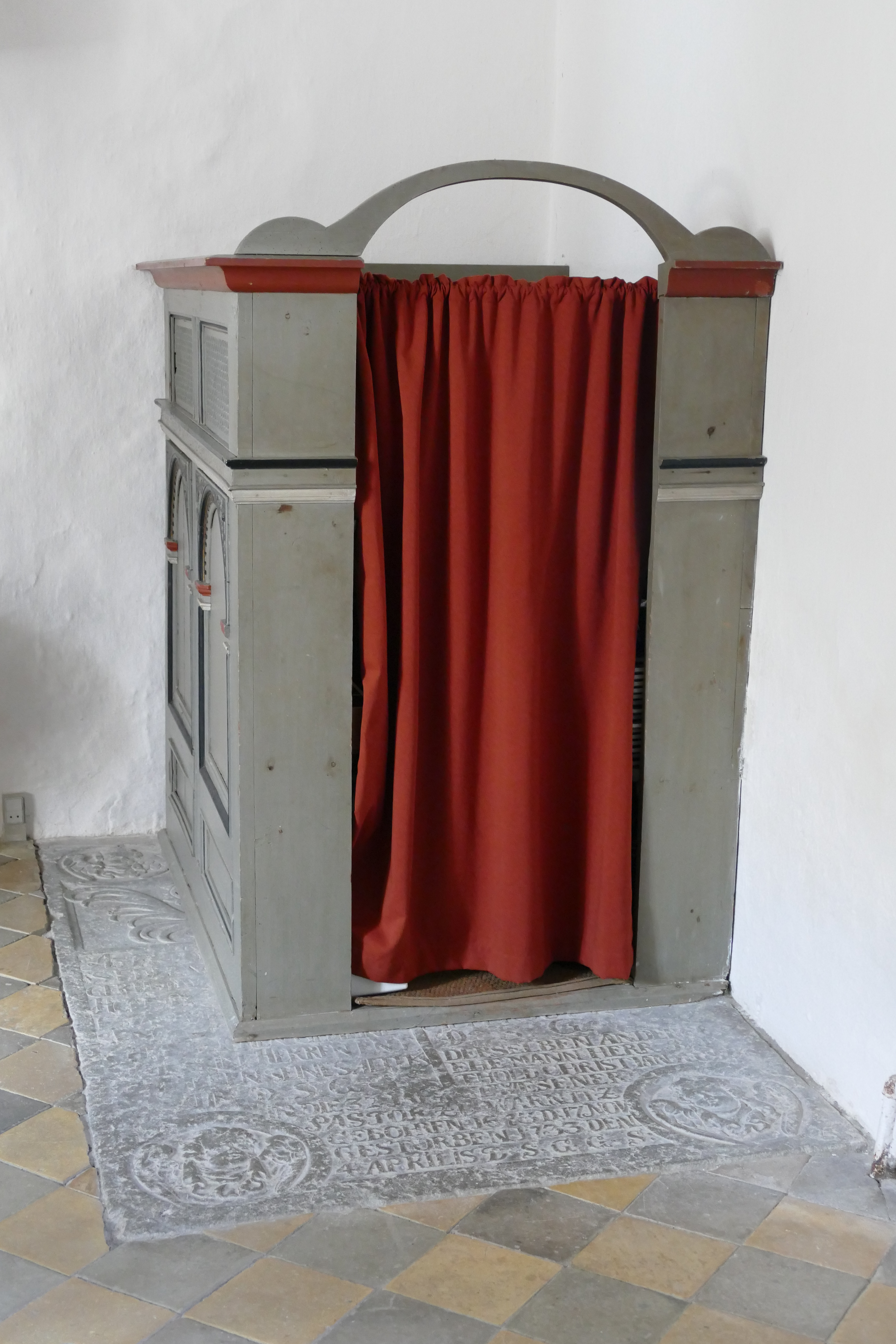
Der Pastorenstuhl von 1621, darunter die Grabplatte u. a. für Pastor Ægidius
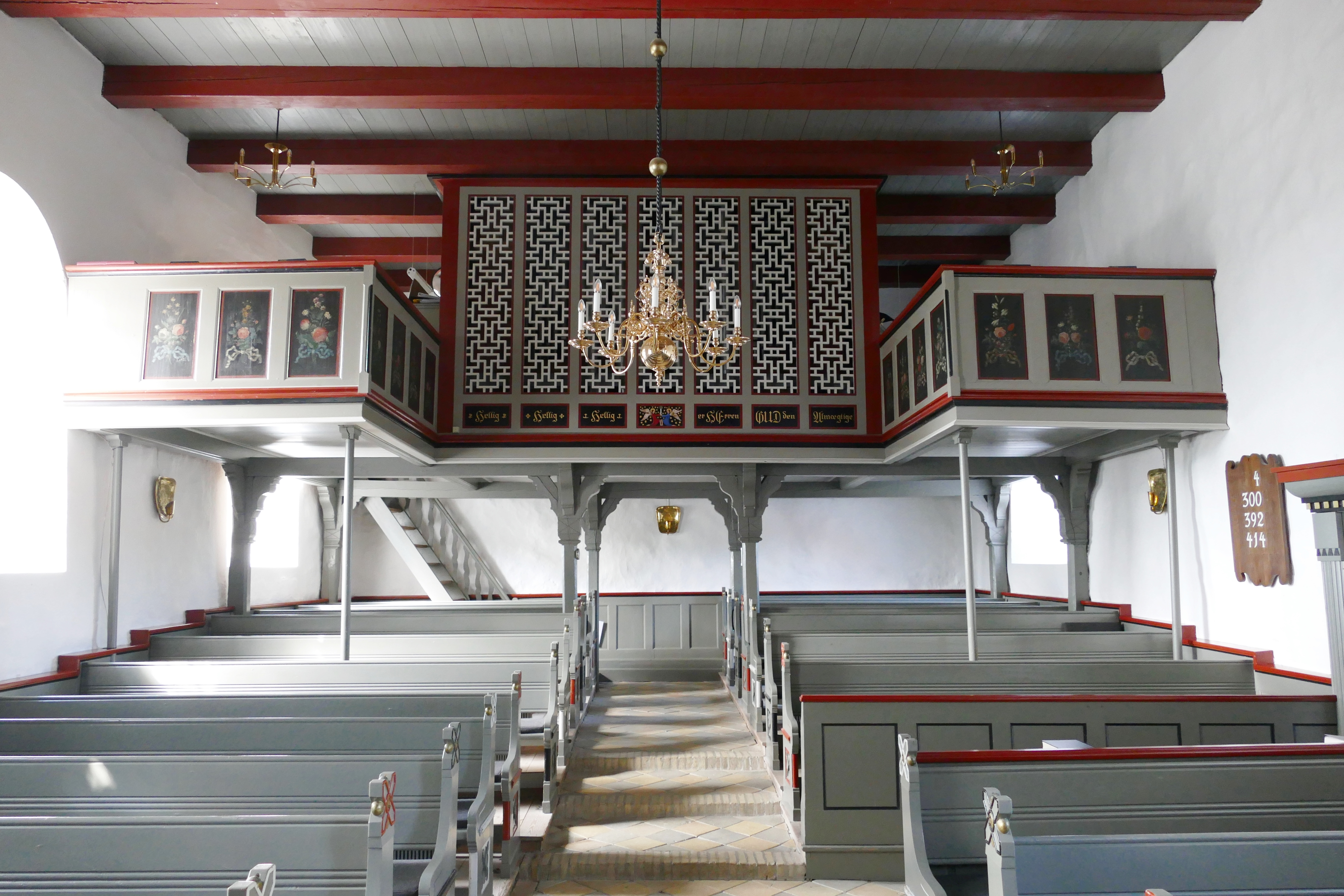
Blick zur Westempore
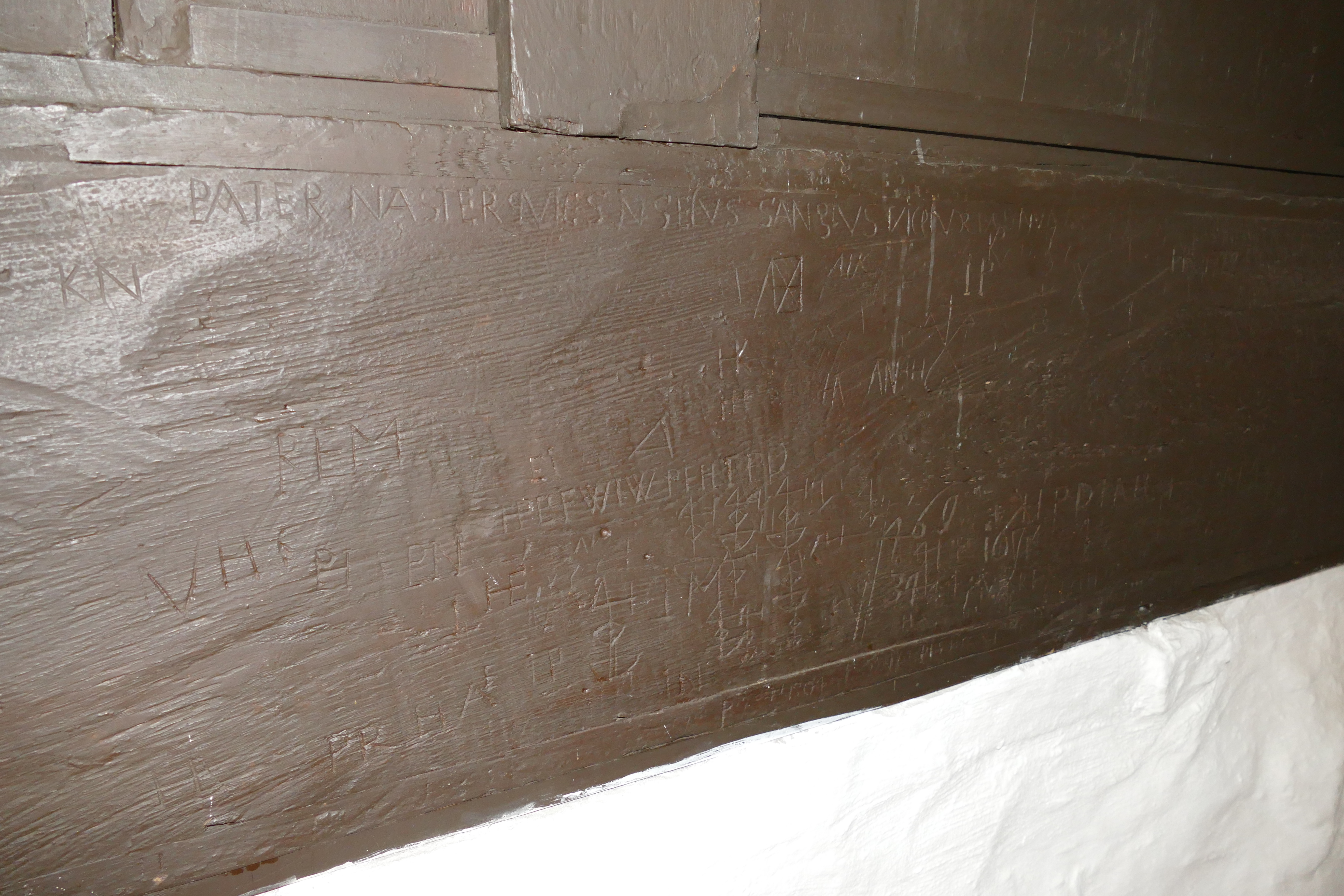
Einritzungen auf der Rückseite der Predella
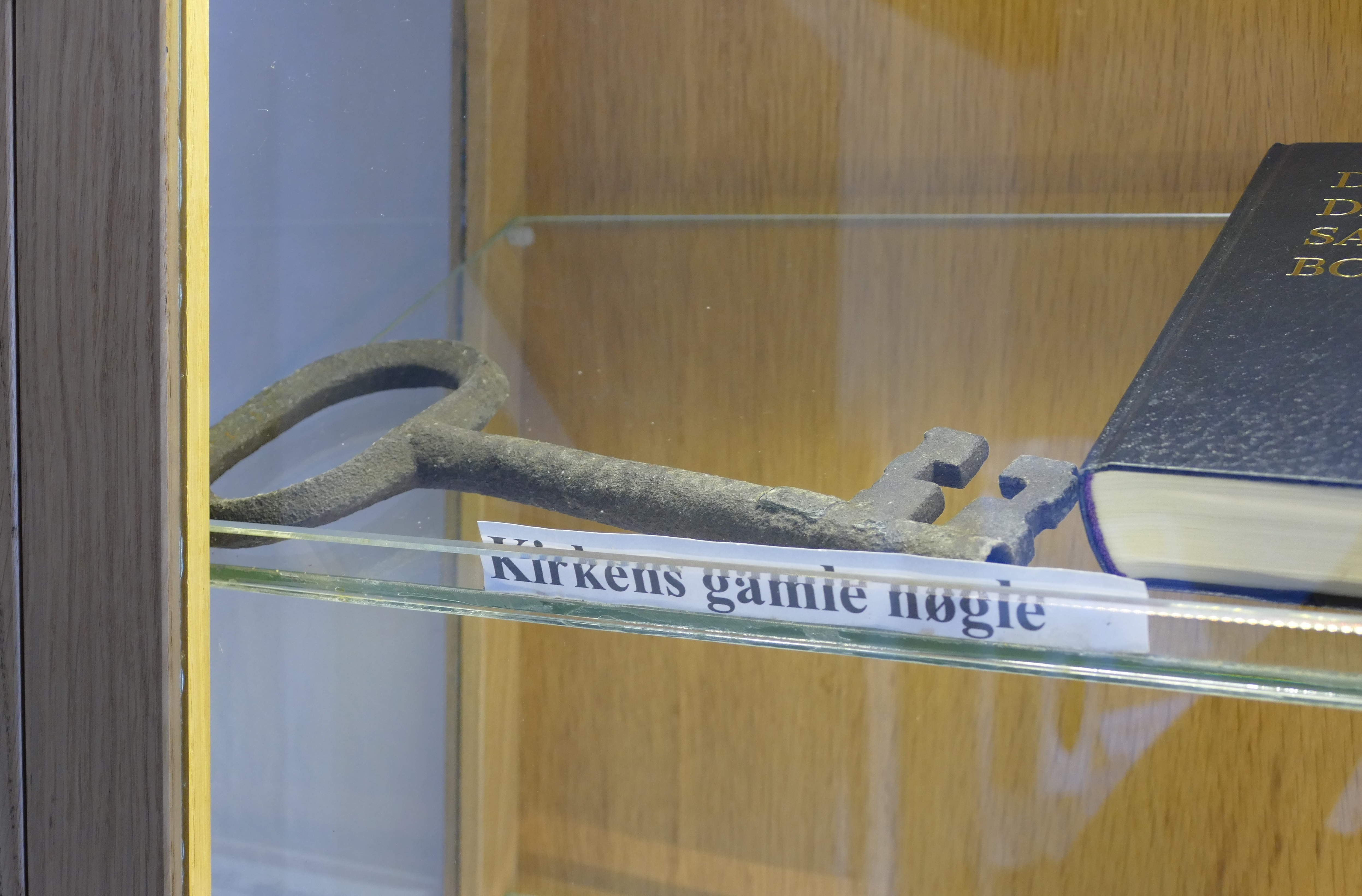
Der alte Kirchenschlüssel

## Orgel

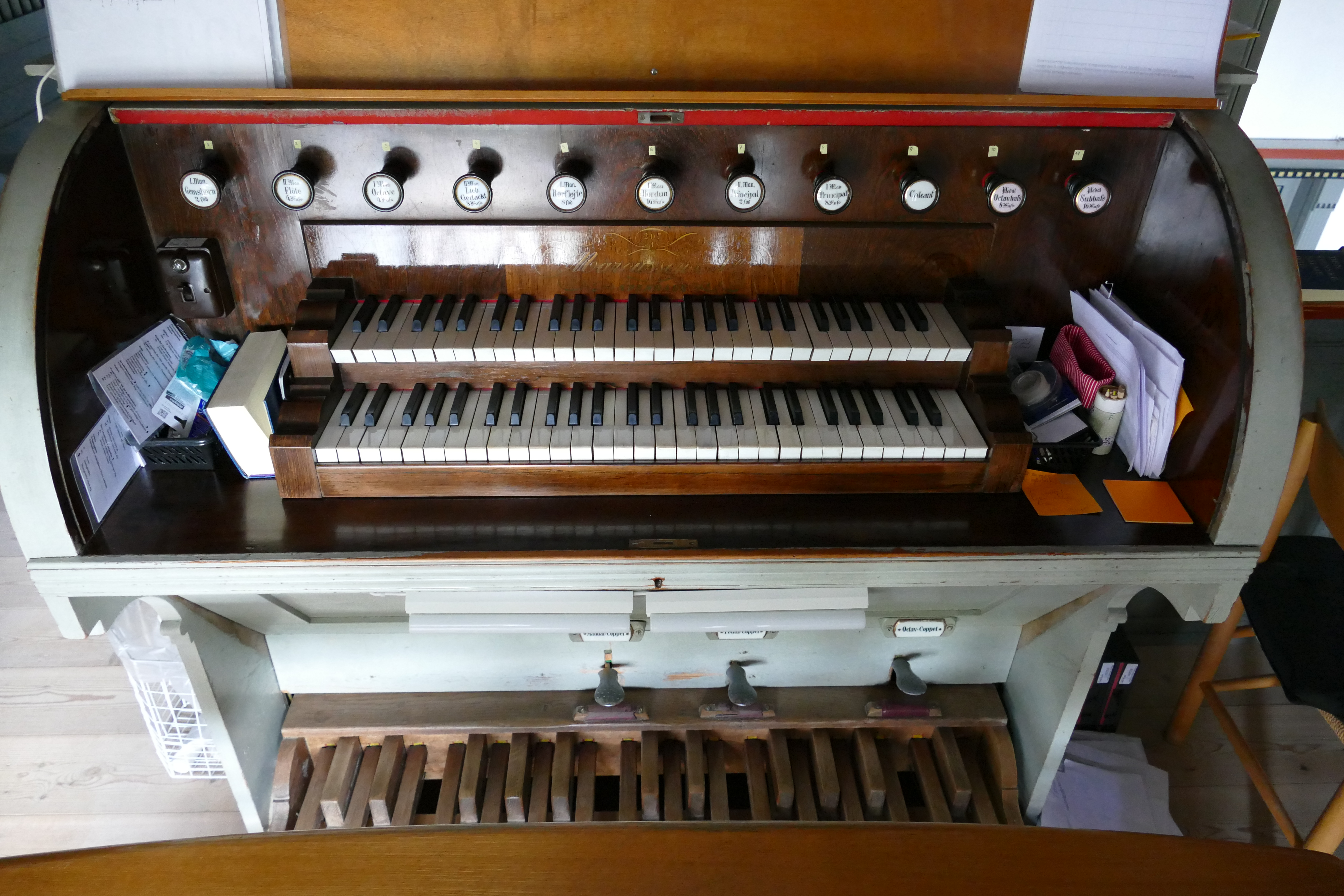
Spieltisch der Marcussen-Orgel von 1892

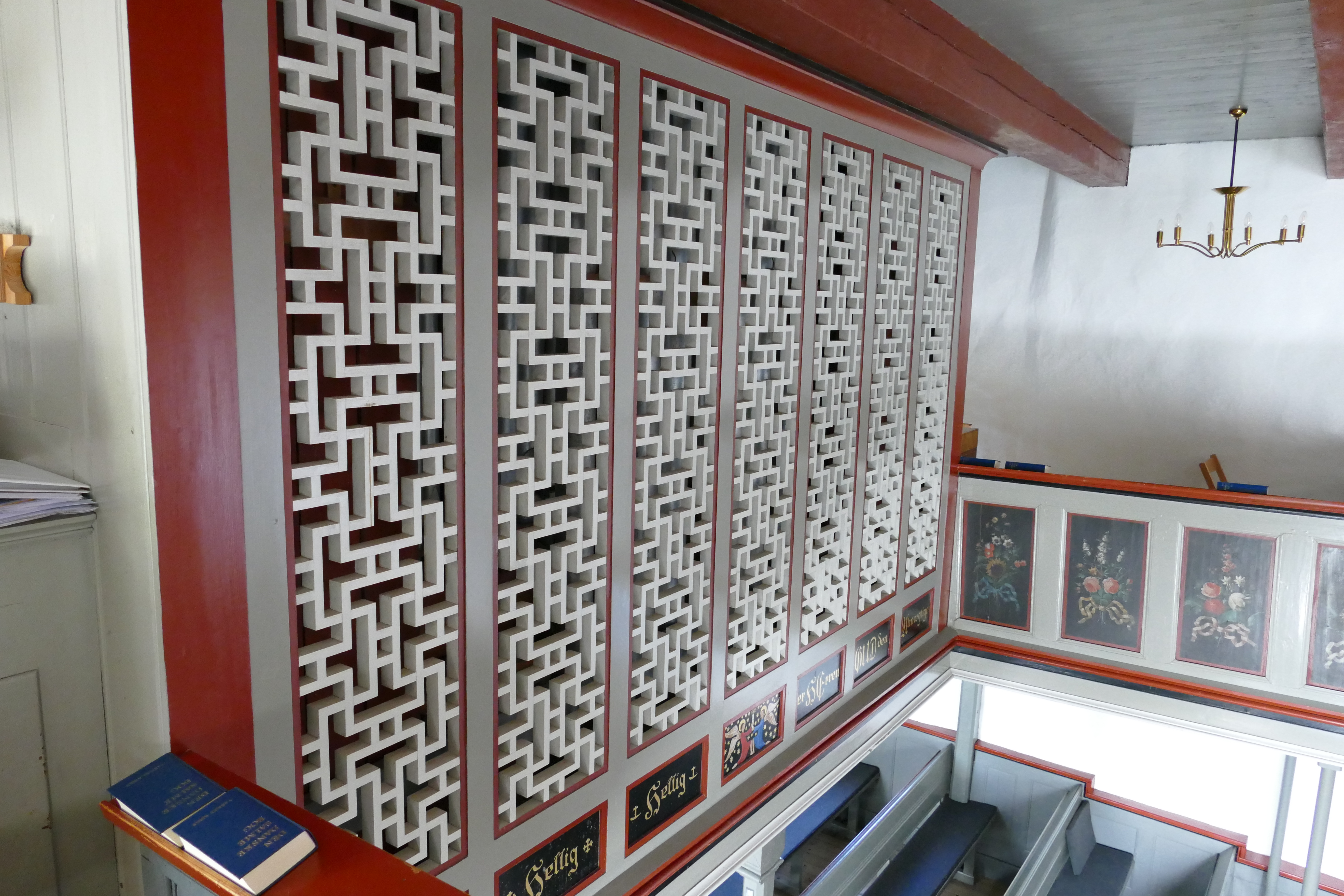
Der Holzgitterprospekt von 1952

Noch 1886 heißt es ausdrücklich, dass die Kirche von Varnæs keine Orgel besaß. Das heutige Instrument wurde im Dezember 1892 vom Orgelbauunternehmen Marcussen & Sohn aus Apenrade mit acht Registern geliefert. Zwei weitere Register – die beiden selbstständigen Stimmen für das Pedal – wurden damals nur vorgesehen; ihre Registerzüge waren zwar schon eingebaut, blieben aber als „freie Züge“ unbesetzt. Im Dezember 1952 wurde die Orgel umdisponiert; die damals ausgetauschten Register sind an der dänischen Beschriftung der Manubrien gut zu erkennen (Rørfløjte 8 fod, Gemshorn 2 fod, Principal 2 fod). Bei demselben Umbau erhielt die Orgel anstelle eines Pfeifenprospektes einen ungewöhnlichen modernen Gitter-Prospekt aus rechtwinklig aneinandergefügten Holzelementen. 1993, 101 Jahre nach dem ursprünglichen Orgelbau, wurden schließlich die beiden bis dahin vakant gebliebenen Pedalregister eingebaut. Die Disposition lautet:
| I Manual C–f3 |           |     |        |
| 1.            | Bordun    | 16′ |        |
| 2.            | Principal | 08′ |        |
| 3.            | Rørfløjte | 08′ | (1952) |
| 4.            | Oktave    | 04′ |        |
| 5.            | Gemshorn  | 02′ | (1952) |

| II Manual C–f3 |                  |    |        |
| 6.             | Lieblich Gedackt | 8′ |        |
| 7.             | Flöte            | 4′ |        |
| 8.             | Principal        | 2′ | (1952) |

| Pedal C–d1 |          |     |        |
| 09.        | Subbaß   | 16′ | (1993) |
| 10.        | Octavbaß | 8′  | (1993) |

- Koppeln: II/I, I/P und Oktavkoppel I/I super als Tritt
- Spielhilfen: Calcant

Anmerkungen
1. ↑  Ursprünglich Doppelflöte 8′
2. ↑  Ursprünglich Octave 2′
3. ↑  Vermutlich die umgesetzte Octave 2′ aus dem ersten Manual; ursprünglich Salicional 8′

## Glocken

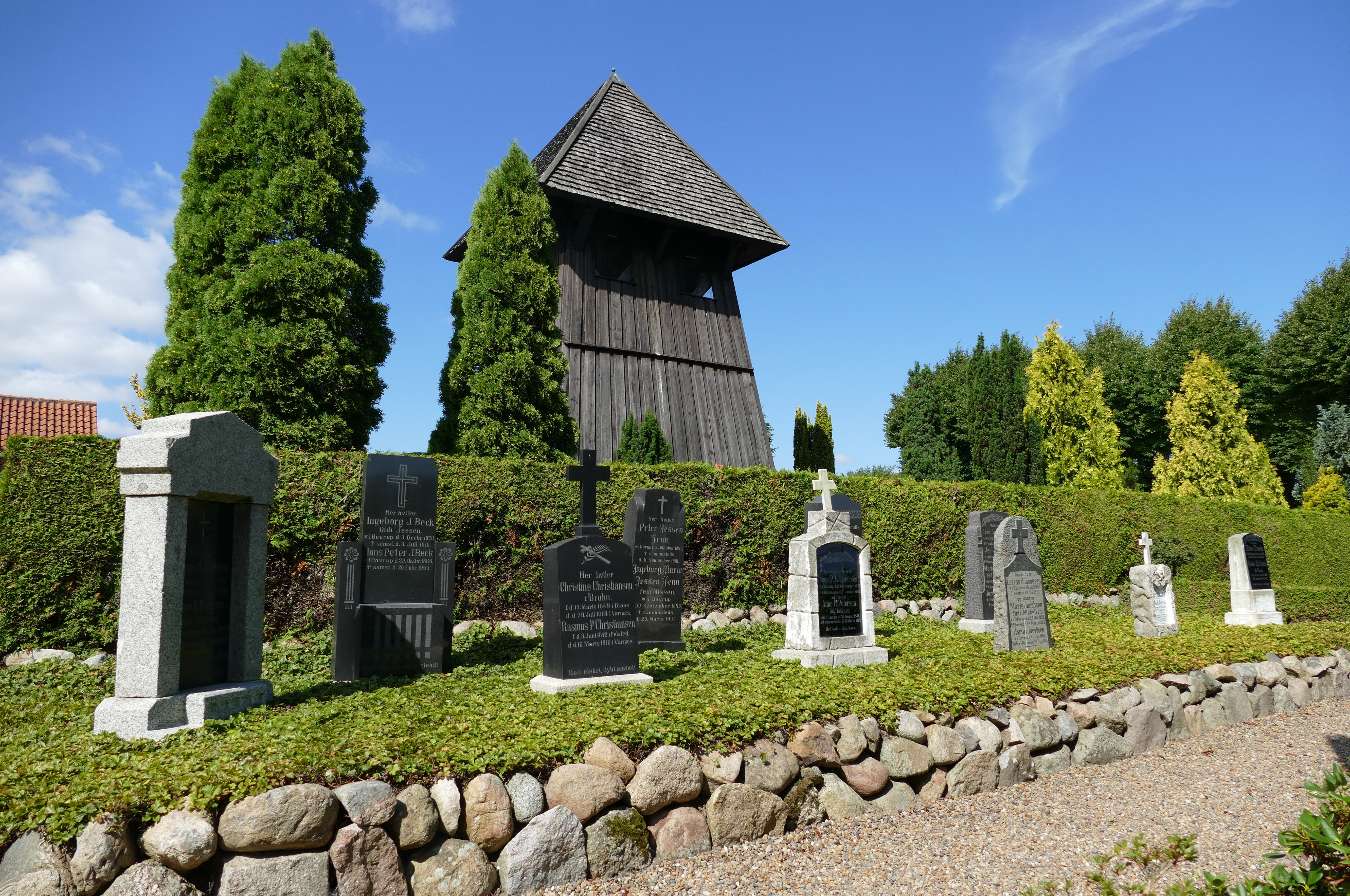
Glockenstapel und alte Grabsteine

Im Glockenstapel befinden sich zwei Glocken: Die ältere stammt aus einer Husumer Glockengießerei und hat die Inschrift: „H. Petrus Fabricius pastor zu Warns. Claus Asmussen me fecit [lateinisch: machte mich]. Anno 1690“. Die jüngere ist eine sogenannte Wiedereinvereinigungsglocke von ca. 1920 aus der Smithschen Eisengießerei (dänisch: det Smithske Jernstøberi) in Aalborg anlässlich der Wiedereingliederung Nordschleswigs in Dänemark. Ihre Inschrift lautet:
Originaltext
Min Røst lovprise skal vor Gud

og til hver Kristen har jeg bud.

Jeg synger om Guds Kærlighed,

det største jeg i Verden ved.
Deutsche Übersetzung
Meine Stimme soll unsern Gott lobpreisen

und jedem Christen hab’ ich etwas zu weisen:

Von Gottes Liebe kündet mein Sang,

das größte, das auf der Welt ich fand.
Die Wiedereinigungsglocke ersetzt eine 1917 als Metallspende eingeschmolzene Glocke von 1774 mit der Inschrift: „Peter Meiland Pastor. Peter Hansen, Hans Jürgensen, Kirchgeschworne. Aus reinen Ertz bin ich geflossen, Iohann David Kriesche in Eckernförde hat mich gegossen anno 1774. Der Glocken weiter Mund thut der Gemeine Kund, dass sie sich soll bei Zeiten, zum Tode wohl bereiten. Deo gloria in excelsis“.

## Friedhof
Der Friedhof von Varnæs wird von einer Feldsteinmauer und einem Kranz von Linden umschlossen. Hier befinden sich zwei Grabdenkmäler für 26 dänische und preußische Gefallene der Schlacht um Düppel 1864, die in den Lazaretten von Varnæs und Bovrup verstorben sind, und ebenso ein Granitstein für 47 im Ersten Weltkrieg Gefallene aus der Gemeinde. Außerdem findet sich hier das alte Phänomen des „Totenkirchspiels“ (dän. De Dødes Sogn), d. h. die Geografie des Friedhofs spiegelt die des Kirchspiels, indem sich im Norden die Gräber der Verstorbenen aus Varnæs und im Süden die Gräber der Toten aus Bovrup befinden. So sollten die Begrabenen gewissermaßen nach Hause sehen können und bei der Auferstehung am Jüngsten Tag leichter zu ihrem Familienhof zurückfinden.

## Pastorengeschichte und Varnæs-Gesangbuch

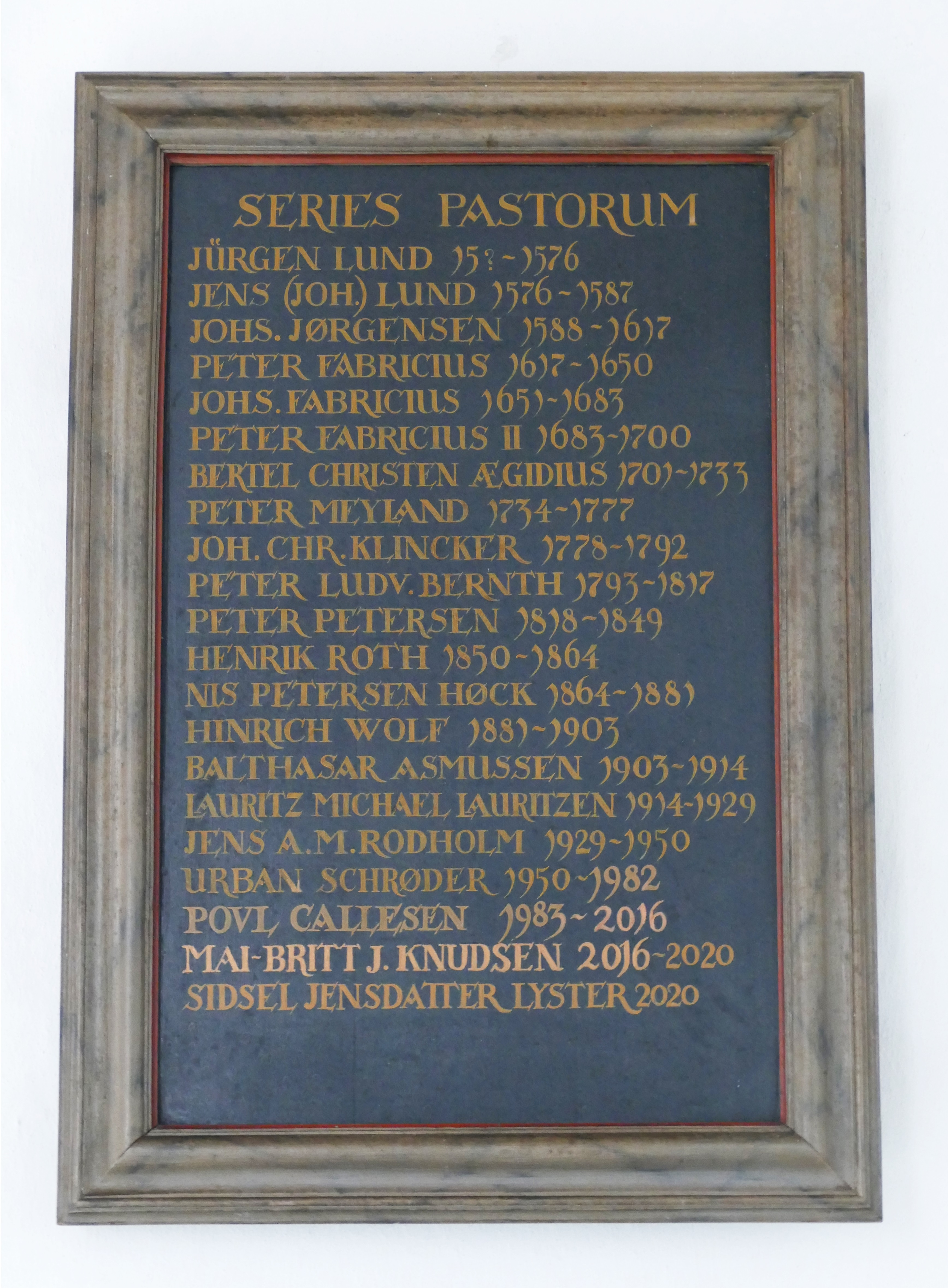
Die Pastorentafel

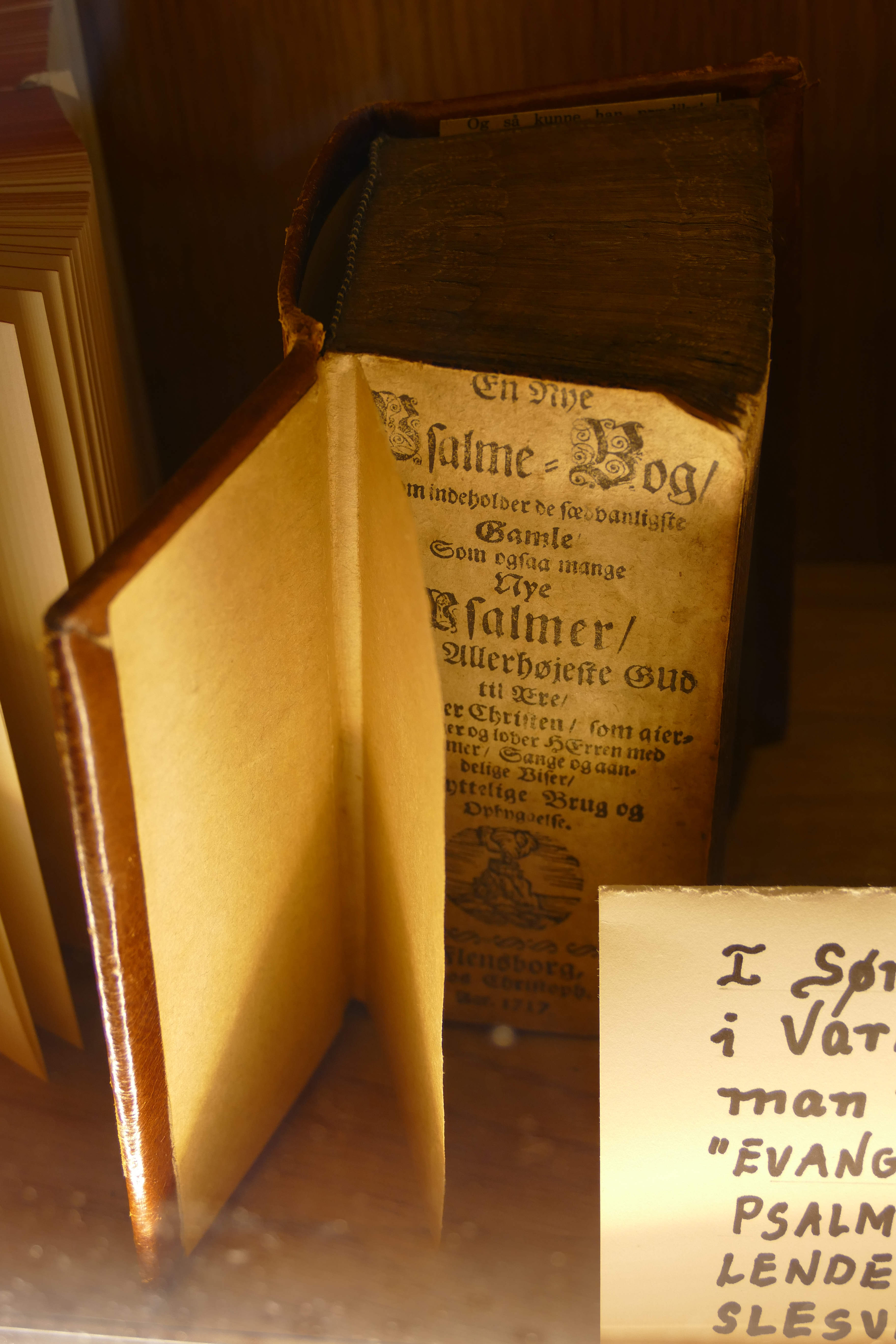
Das Varnæs-Gesangbuch von 1717

Aus katholischer Zeit ist nur der Name des Priesters Jürgen Gregorius (um 1500) überliefert. Die ersten lutherischen Pastoren waren Jürgen Johannsen Lund (amtierte für mehr als 50 Jahre bis 1576) und sein Sohn Johann Lund (1560 Student in Rostock, Pastor in Varnæs 1576–1587). Im 17. Jahrhundert amtierten in Varnæs drei Generationen der Familie Fabricius; der bedeutendste von ihnen ist der Pastor und Komponist Petrus Fabricius (Pfarrer in Varnæs 1617–1650). Während der Amtszeit seines Sohnes Jacob Fabricius (Pastor 1651–1683) fand im Warnitzer Pastorenhof 1682 eine Pfarrerversammlung statt, bei der – unter der Leitung des Propstes Troels Arnkiel – die Wiedereinführung der Konfirmation in der Propstei Aabenraa samt entsprechender Konfirmandenvorbereitung beschlossen wurde. Dass die Konfirmation zeitweise außer Brauch geraten war, hing mit dem Zweiten Nordischen Krieg zusammen, in dem schwedische Truppen die Gemeinde Varnæs fast ruinierten. Von ca. 1600 bis 1681 gab es an der Kirche von Varnæs einen Diakon anstelle eines Küsters. Da dieser in Gemeindeteil Bovrup wohnte, sahen die Bovruper ihn als „ihren“ Pastor an und waren sehr enttäuscht, als Propst Arnkiel die Diakonatsstelle 1681 aufhob; den nun wieder eingesetzten Küstern von Varnæs verweigerten sie für mehr als 50 Jahre ihren Anteil an der Bezahlung.
Nach dem frühen Tod von Peter Fabricius dem Jüngeren (Pastor in Varnæs 1684–1700) übernahm Barthold Christian Ægidius (auch: Aegidius; latinisiert aus Gjødesen; * Bylderup 1673; † Varnæs 1733) die Pfarrstelle und heiratete Fabricius’ Witwe, die fünf unkonfirmierte Kinder in die Ehe brachte. Ægidius gab 1717 das sogenannte Varnæs-Gesangbuch (dänisch: Varnæs-Salmebog) heraus, bei dem es sich um das erste dänischsprachige Kirchengesangbuch für Nordschleswig handelte. Die von Thomas Kingo geprägten dänischen Kirchengesangbücher vom Ende des 17. Jahrhunderts waren nämlich in Nordschleswig nicht eingeführt worden. In Varnæs gab es bis zu Ægidius’ Zeit überhaupt kein Gesangbuch, sondern der Kirchengesang bestand aus nur etwa 30 Liedern, welche die Gemeinde auswendig konnte und von denen immer einige in den Gottesdiensten gesungen wurden. Daher stellte Ægidius in mehrjähriger Arbeit ein eigenes Gesangbuch mit 414 Liedern auf knapp 1100 Seiten zusammen. Hierzu wurden die älteren dänischen Choräle von Ægidius überarbeitet und metrisch geglättet, daneben übersetzte er auch viele deutsche Kirchenlieder, z. B. schrieb er für sein Gesangbuch die erste dänische Nachdichtung von Paul Gerhardts Lied Befiehl du deine Wege. Das Varnæs-Gesangbuch erhielt bald Konkurrenz durch die Gesangbücher von Hans Adolph Brorson (1739) und Erik Pontoppidan (1740), erschien aber noch bis 1765 in fünf Auflagen. Am längsten war Ægidius’ Gesangbuch in seiner Entstehungsregion in Gebrauch: In Ullerup bis 1871 und in Varnæs bis 1882, als es durch Meyers und Boesens Gesangbuch von 1844 ersetzt wurde. – 1731 starb Ægidius’ Frau, und ihr Name wurde auf der Grabplatte ihres ersten Mannes Peter Fabricius an der Nordseite des Chores ergänzt. Als Ægidius selbst 1733 starb, konnte sein Name nur noch unten auf diese Grabplatte „gequetscht“ werden, mit folgender Inschrift in Versalien: Derselben ander Ehemann Herr Barthold Christian Ægydius in die 32 Jahr gewesener Pastor zu Warnitz gebohren 1673 d. 17 Nov. gestorben 1733 den 4. Aprilis D[essen] S[eele] G[ott] G[nädig] S[ei]. Dieser Teil der Grabplatte ist heute noch zu erkennen, während auf dem darüberliegenden Teil der Pastorenstuhl von 1621 steht – über den Ægidius sich einmal beklagt hatte, dass er dort immer kalte Füße bekomme.
Zu den nachfolgenden Pastoren gehört Peter Ludvig Lauritsen Bernth aus Kopenhagen (Amtszeit 1793–1817), der erste Nicht-Schleswiger und Rationalist auf der Kanzel von Varnæs. Von einem Pastorenkollegen aus Øster Løgum wurde er sehr negativ charakterisiert: „Ein hochmütiger und sehr von sich eingenommener Mann, der abscheuliche und menschenfeindliche Grundsätze gezeigt hat“. So wird berichtet, dass Bernth einmal seinen eigenen Dresch-Knecht wegen Verschwendung verklagte, da dieser sich die Butter zu dick aufs Brot schmierte – und tatsächlich wurde der Knecht zu acht Tagen Gefängnis bei Wasser und Brot verurteilt. Die Literatur macht widersprüchliche Angaben dazu, ob Bernth in Varnæs die Adlersche Kirchenagende einführte.
Unter den Küstern von Varnæs ist Christian Nielsen Gammelgaard (Amtszeit 1832–1876) hervorzuheben, der sich auch als engagierter Schulmeister, Ornithologe, Sagensammler und Dichter einen Namen machte und 1853 zum Dannebrogsmann ernannt wurde. Für die Knechte hielt er in den Fächern Mathematik, Landvermessung und Naturlehre freiwillig Abendschule, den Mägden las er in Abendversammlungen aus Blichers und Ingemanns Werken vor.
Der dänischgesinnte Pastor Henrik Roth (Amtszeit 1850–1864) wurde bei Ausbruch des Deutsch-Dänischen Krieges von den Preußen für kurze Zeit wegen „Spionageverdacht“ inhaftiert. Über seine Erlebnisse bei der Betreuung der verwundeten Soldaten in den Lazaretten von Varnæs und Bovrup berichtete er in seiner Schrift Lazaret-Erindringer fra sidste Krig (d. h. „Lazarett-Erinnerungen aus dem letzten Krieg“). Mit seinem deutschen Kollegen, dem Feldprediger W. F. Besser aus Waldenburg/Schlesien, betreute er die Soldaten ohne Ansehen der Nationalität, und einmal las ihnen Roth auf Deutsch das Paul-Gerhardt-Lied „Warum sollt ich mich denn grämen“ vor, während Besser das dänische Kirchenlied „Du bange Sjæl, hør Trøstens Bud“ (Du ängstliche Seele, höre die Botschaft des Trostes) vortrug. Im Juli 1864 wurde Roth von den Preußen abgesetzt und ging nach Fünen.

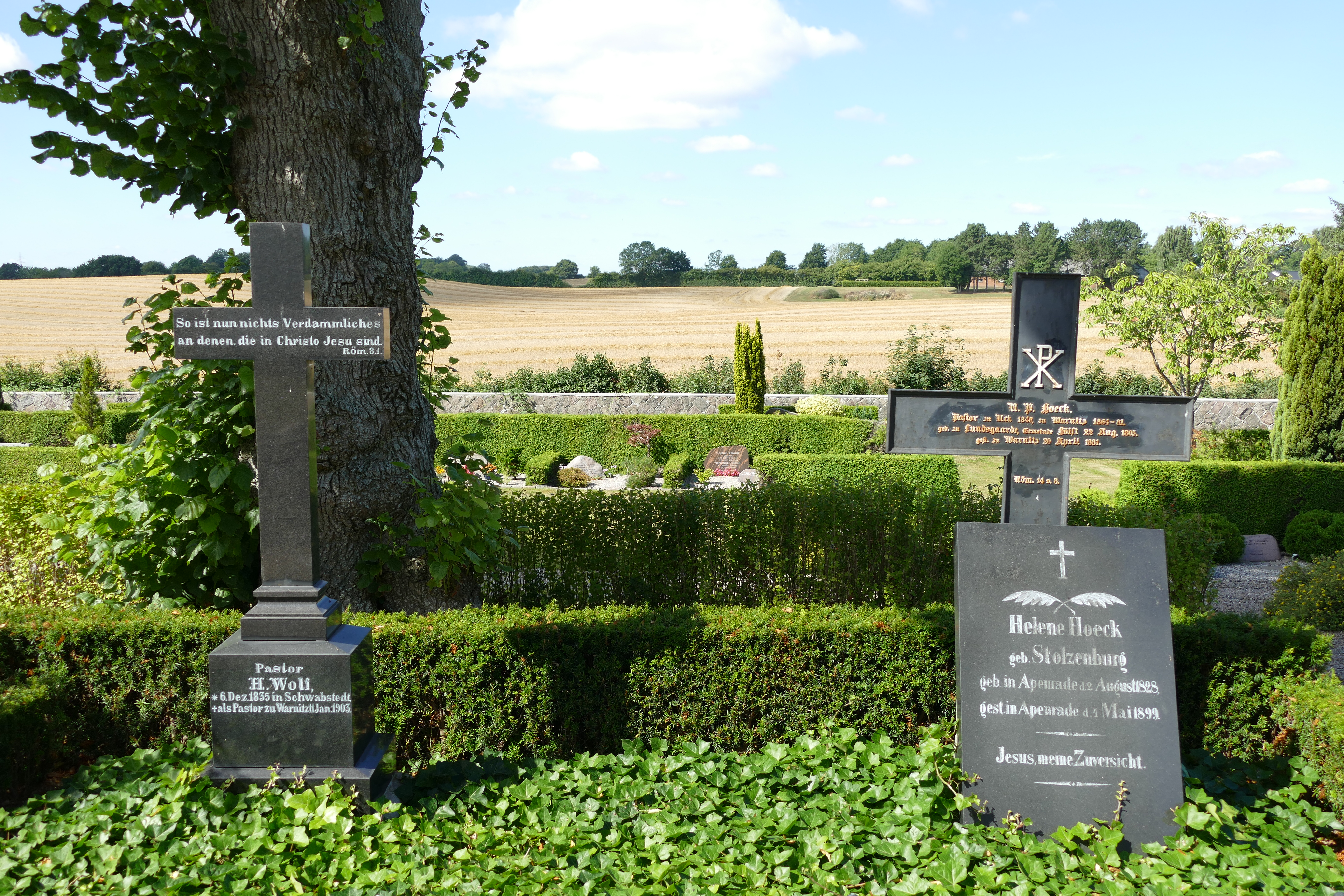
Die Gräber der Pastoren Wolf und Hoeck auf dem Friedhof

In der deutschen Zeit Nordschleswigs amtierten Nis Petersen Hoeck (auch: Hoegh, 1864–1881), der bei der Gemeinde beliebt war, obwohl der Bischof seine Predigten als unterdurchschnittlich beurteilte; Hinrich Wolf (1881–1903), der sich trotz seiner deutschen Gesinnung vergeblich dafür einsetzte, dass ein Teil des Religionsunterrichtes in Varnæs auf Dänisch stattfinden durfte; und Balthasar Asmussen (1903–1914), der die Kirchenlieder weiter auf Dänisch singen ließ und einmal die Beerdigung einer unehelich schwangeren Magd abhielt, die sich das Leben genommen hatte, obwohl damals die pastorale Mitwirkung bei Selbstmörder-Begräbnissen verboten war. Am Übergang von der deutschen zur dänischen Zeit stand Lauritz Michael Lauritzen (1914–1929), der schon im Kirchenblatt von Dezember 1915 den Ersten Weltkrieg mutig und ohne jede nationale Begeisterung als widerchristlich verurteilte. Nach der Rückkehr Nordschleswigs zu Dänemark 1920 stimmte eine große Mehrheit in der Gemeinde dafür, ihn als Pastor zu behalten. Doch sah sich Lauritzen nun mit abnehmendem kirchlichen Interesse konfrontiert, da die „Kriegsreligiosität“ aufgehört hatte und neue politische Bewegungen Unruhe in die Gemeinde brachten; auch geriet er in Gegensatz zu radikalen „reichsdänischen“ Kirchenkreisen, die manches spezifisch Schleswigsche (wie die häufige Heimtaufe, das Gesangbuch und die Liturgie) als „deutsch“ ablehnten, obwohl es seiner Meinung nach altkirchlich war.

## Sagen

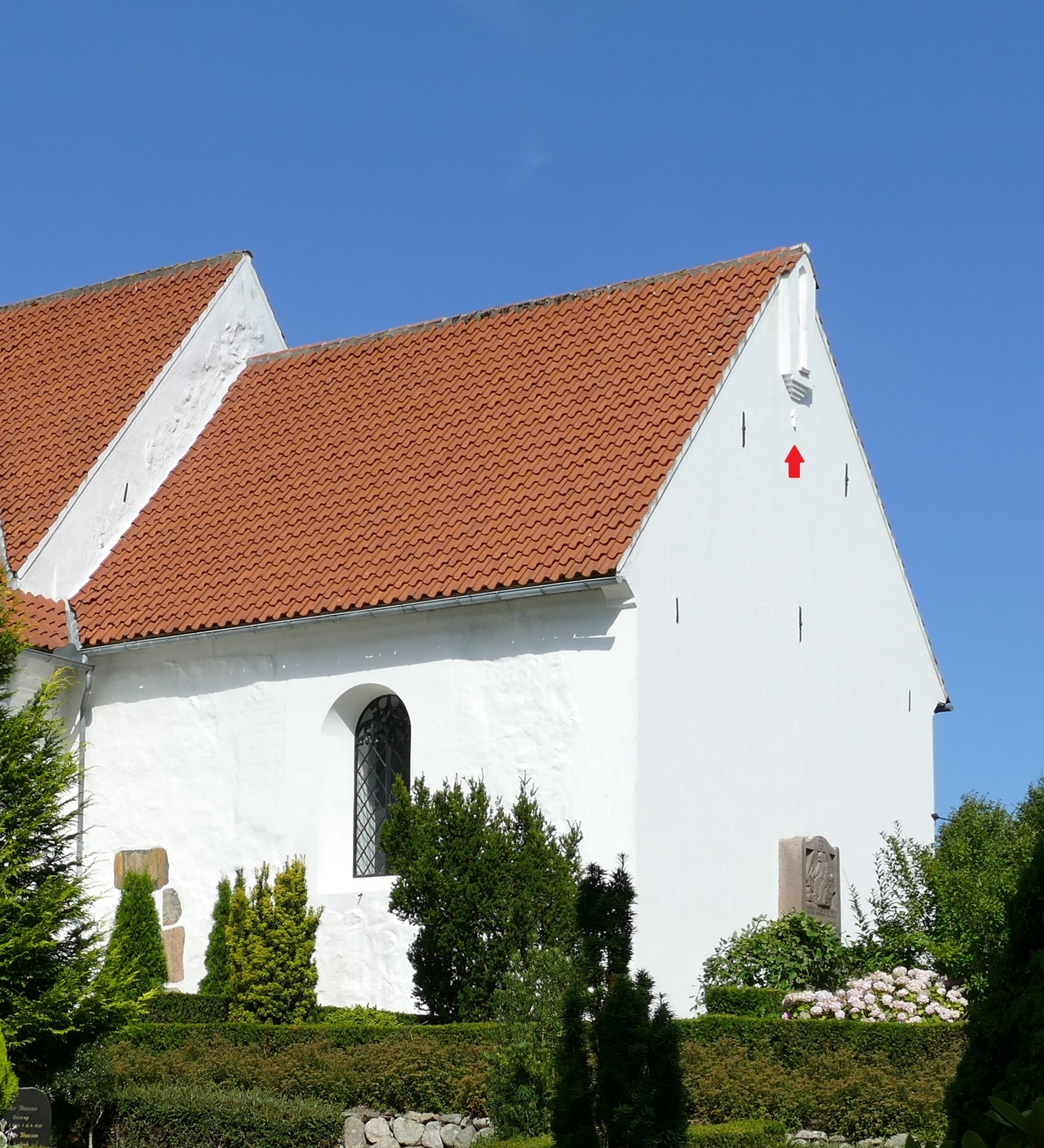
Ostgiebel der Kirche von Varnæs, mit dem als „Kopf Vigges“ gedeuteten Stein (roter Pfeil)

Nach einer regional verbreiteten Wandersage sollte die Kirche zuerst auf einem Hügel namens Kirkebjerg („Kirchberg“) erbaut werden, doch wurde das Baumaterial nachts von überirdischen Mächten an den Ort verbracht, wo die Kirche heute steht, so dass man das Gotteshaus dort errichtete.
Mit der Kirche verbindet sich auch die Erzählung von Junker Viggo oder Vigge, „eine der schönsten Sagen der [dänischen] Ostküste“ (Thomas Kaufmann). In besonders breiter Ausschmückung wurde die Sage 1857 von Frederik Fischer erzählt: Danach soll Junker Vigge in einer Burg bei Varnæs Vig (d. h. der Bucht von Varnæs) gewohnt haben und sich in Ida, die Tochter eines Ritters aus Helnæs, verliebt haben. In Varnæs gab es bis dahin nur eine hölzerne Kapelle, wo ein Mönch den Priesterdienst versah. Dieser versprach, bei Idas Vater das Jawort zu einer Ehe einzuholen, wenn Vigge in Varnæs eine Kirche aus Stein errichtete. Beides geschah, doch brach Idas Vater sein Wort und wollte seine Tochter mit einem anderen Ritter vermählen. Im Winter sollte die Hochzeit sein. Da zog Vigge über das Eis nach Helnæs, erschlug den Ida aufgezwungenen Bräutigam sowie ihren Vater und führte Ida mit sich. Doch auf dem Rückweg gerieten beide in einen furchtbaren Sturm, welcher das Eis zerbrach und sie an verschiedenen Stellen an Land schwemmte. Beide hielten einander für tot. Ida ging nun in ein Kloster. Als Vigge zufällig vom Überleben seiner Braut hörte, gelang es ihm, die Äbtissin zur Herausgabe Idas zu bewegen, doch mit dem Zugeständnis, dass das Paar auf ein eheliches Zusammenleben verzichten sollte. Bei Nacht ließen sich beide in der neuerbauten Kirche von Varnæs trauen. Als Vigge dennoch auf der Hochzeitsnacht bestand, wurde Ida von einem Ritter, der ihr zur Begleitung mitgegeben war, getötet, damit sie jungfräulich rein in den Himmel einging. Ida wurde östlich der Kirche bestattet. Auf ihr Grab pflanzte man einen Ahornbaum. Ritter Vigge ging nun auf Pilgerschaft, kehrte nach vielen Jahren zurück und wurde ebenfalls unter dem Ahorn beigesetzt. Tatsächlich stand ein solcher Ahorn noch bis ins 20. Jahrhundert auf dem Kirchhof von Varnæs. In einer Höhlung an seinem Fuß sammelte sich Wasser, das im Volksglauben als heilkräftig galt. Auch sagte man, immer wenn zwei Liebende einander nicht bekommen könnten, weine der Baum und gebe besonders viel Flüssigkeit ab. Ferner zeigt ein Stein weit oben im Ostgiebel der Kirche von Varnæs den Umriss eines Kopfes, und im Volksmund hieß es, dass dieser Ritter Vigge (Viggo) darstellen sollte. Schließlich befindet sich auf dem Friedhof von Varnæs ein Gedenkstein für dänische und deutsche Soldaten, die im Deutsch-Dänischen Krieg 1864 im Lazarett von Bovrup starben. Die Inschrift dieses Steins scheint von der Viggo-und-Ida-Sage inspiriert: Dødens Fred forener, hvad Livets Kamp adskilte (d. h. „Des Todes Friede eint, was des Lebens Kampf trennte“).